# Église de l'Assomption de Gastines
L'église de l'Assomption de Gastines est une église catholique située à Gastines, dans le département français de la Mayenne.

## Localisation
L'église est située dans le bourg de Gastines, à la jonction des routes départementales 127 et 600.

## Histoire
Au XIIe siècle, l'église est confirmée à l'abbaye Saint-Florent de Saumur par l'évêque Ulger et par le pape Alexandre III.
L'inventaire a lieu en mars 1906. Les forces de l'ordre durent briser la porte principale pour pouvoir pénétrer dans l'édifice rempli de fidèles. Toutefois, ce ne fut qu'une simple formalité qui ne dura que quelques minutes.

## Notre-Dame de Gastines
L'église abrite une statue de la Vierge, appelée Notre-Dame de Gastines ou encore Notre-Dame de la Branche. Faisant l'objet de nombreux pèlerinages, surtout à l'Assomption, on y venait autrefois de Bretagne et les mères de famille y amenaient leurs enfants peureux de nature, ainsi que ceux qui tardaient à marcher.